# Maarten Koornneef
Maarten Koornneef (De Lier, 20 september 1950) is een Nederlandse botanicus die is gespecialiseerd in plantengenetica.
Tussen 1968 en 1974 studeerde hij aan de Landbouwhogeschool Wageningen. In 1974 studeerde hij cum laude af in de plantenveredeling. In 1982 promoveerde hij cum laude aan de Landbouwhogeschool op het proefschrift "The genetics of some planthormones and photoreceptors in Arabidopsis thaliana (L.) Heynh.".
Tussen 1974 en 1976 was Koornneef plantenveredelaar bij Vandenberg Seeds Ltd. in Naaldwijk, waar hij zich bezighield met de veredeling van groentengewassen. Tussen 1976 en 1987 was hij staflid en universitair docent bij de vakgroep Erfelijkheidsleer van de Landbouwhogeschool en de voortzetting daarvan als de Landbouwuniversiteit Wageningen. In 1983 was hij actief bij het Friedrich Miescher Institute in Bazel (Zwitserland). Tussen 1987 en 1992 was hij universitair hoofddocent bij de vakgroep Erfelijkheidsleer van de Landbouwuniversiteit. Vanaf 1992 is hij persoonlijk hoogleraar aan de Landbouwuniversiteit en de voortzetting daarvan als de Wageningen Universiteit.
Naast zijn aanstelling in Wageningen is Koornneef sinds 2004 vier dagen per week actief in Keulen bij het Max Planck Institute for Plant Breeding Research (Max-Planck-Institut für Züchtungsforschung), waar hij onderzoeksdirecteur is. Sinds 2006 is hij tevens erehoogleraar aan de Universität zu Köln.
Koornneef doet onder meer onderzoek naar de fysiologie en moleculaire genetica van Arabidopsis waarbij hij gebruikmaakt van de natuurlijke variatie. In zijn onderzoek richt hij zich met name op de genetica van adaptieve kenmerken als het in rust gaan van zaden en groei in relatie tot milieuvariabelen. Hij hoopt door zijn onderzoek genen te ontdekken die van belang zijn voor plantenveredeling, ecologie en evolutie.
Mede door het onderzoek van Koornneef werd de zandraket (Arabidopsis thaliana) de modelplant voor onderzoek door genetici, moleculair biologen en plantenveredelaars. In 1983 was hij de eerste auteur van een artikel in het wetenschappelijke tijdschrift Journal of Heredity over de genetische kaart van de zandraket. Dit artikel zou uitgroeien tot een veel geciteerd artikel en werd daarmee een klassieker.
Koornneef werd in 1997 verkozen als lid van de Koninklijke Nederlandse Akademie van Wetenschappen (KNAW). In 1998 werd hij verkozen als buitenlands lid van de Amerikaanse National Academy of Sciences. In 2003 werd hij verkozen als lid van de European Academy of Sciences. In 2004 werd hij vierde in een verkiezing van de grootste Wageninger aller tijden. Volgens ISIHighlyCited.com behoort Koornneef tot de meest geciteerde wetenschappers op het gebied van de plant- en dierkunde.

## Referentie
1. ↑  M. Koornneef, J. van Eden, C. J. Hanhart, P. Stam, F. J. Braaksma and W. J. Feenstra. Linkage map of Arabidopsis thaliana. J. Heredity 74 (1983) 265-272.

- International Standard Name Identifier: 0000 0003 9487 4202
- NARCIS: PRS1236027
- Nederlandse Thesaurus van Auteursnamen: 06913913X
- ORCID: 0000-0002-7759-4869
- Virtual International Authority File: 289466022
- WorldCat: E39PBJdRxtRmvGjGQr9FPyBVmd